# 대한민국 국립발레단
대한민국 국립발레단은 대한민국의 발레단이다. 1974년 국립무용단에서 발레부문을 독립하여 창단됐으며 서울특별시 서초구 예술의 전당에 상주하고 있다.

## 단장
| 대수 | 임기        |        | 이름 |
| ---- | ----------- | ------ | ---- |
| 1대  | 1962 - 1992 | 임성남 |      |
| 2대  | 1993 - 1995 | 김혜식 |      |
| 3대  | 1996 - 2001 | 최태지 |      |
| 4대  | 2002 - 2004 | 김긍수 |      |
| 5대  | 2005 - 2007 | 박인자 |      |
| 6대  | 2008 - 2013 | 최태지 |      |
| 7대  | 2014 - 현재 | 강수진 |      |

## 단원
| 직위          | | 이름 |
| ------------- | --- | ---- |
| 수석무용수    | 박슬기 · 김리회 · 이재우 · 김기완 · 박예은 · 허서명 · 박종석 • 정은영 |      |
| 솔리스트1     | 이수희 · 송정빈 · 배민순 · 한나래 · 변성완 · 강효형 · 하지석 • 심현희 • 곽화경 • 김명규A • 이유홍 |      |
| 드미솔리스트1 | 임성철 · 김명규B · 선호현 · 김태석 · (故)김희선 · 김지현 · 구현모 • 전호진 • 조연재 • 김경림 • 김기령 • 민소정 • 심소연 • 김준경 |      |
| 코르드발레1   | 최지인 · 최미레 · 고혜나 · 서현이 · 이은서 · 김나연 · 강동휘 · 기수지 · 류제원 · 천정민 · 나대한 • 김재민 · 박서현 · 엄나윤 · 강경모 · 곽동현 · 박제현 · 이하연 · 허완 · 안성준 · 안수연 · 양준영 · 정은지 • 엄진솔 • 김별 • 최유정 • 정의진 • 정승아 • 류성우 • 정찬주 |      |
| 코르드발레2   | 신연규 • 진솔아 • 양희재 • 정지예 • 한다흰 • 김민정 • 이윤지 • 최솔지 • 한신형 • 고도식 • 박종선 • 이현규 |      |
| 연수단원      | |      |

## 공연
정기 공연에서는 고전 발레를 주축으로 현대 발레와 한국 창작 발레 모두를 감상할 수 있으며 매년 12월에는 호두까기 인형을 막에 올려 유니버설 발레단, 서울 발레 시어터와 선의의 경쟁을 벌인다. 또한 관객들이 쉽게 발레를 접할 수 있는 해설이 있는 발레와 지방에서도 국립발레단의 공연을 볼 수 있다.

## 교육
발레 아카데미를 운영하고 있으며 부예술감독인 신무섭이 교장을 맡고 있고 무용수 양성을 위한 학생반과 일반인을 대상으로 하는 성인취미반으로 나눠져 있다. 아이들이 필요한 공연에서는 우수한 실력을 보인 학생을 선발하여 공연에 함께 참여할 수 있는 기회를 부여한다.

## 법인
재단법인 국립발레단은 발레공연을 통하여 우리 공연예술을 발전시키고, 국민정서 함양에 이바지하기 위하여 1999년 12월 30일  설립된 문화체육관광부 소관의 재단법인이다. 사무실은 서울특별시 서초구 서초동700 예술의 전당 내에 있다.

### 주요 사업
- 정기공연을 비롯한 각종 공연개최
- 발레예술의 국내외 교류사업
- 발레예술 발전에 대한 조사연구 및 교육사업
- 운영보존자금의 적립사업
- 기타 법인의 사업목적 달성을 위한 부대사업